# Manilkara huberi
Manilkara huberi – gatunek rośliny z rodziny sączyńcowatych. Popularna nazwa hiszpańska: nispero. Pochodzi z północnej części Ameryki Południowej.

## Morfologia
PokrójWysokie drzewo, osiągające do 55 m wysokości.
LiścieDuże (do 20 cm długości), naprzemianległe.
KwiatyBiałe.
OwoceJajowate, żółte jagody, 3 cm średnicy, zawierające jedno, rzadko dwa nasiona.

## Zastosowanie
- Owoce są jadalne, bardzo smaczne, wykorzystywane do sporządzania deserów.
- Wykorzystuje się lateks, podobnie jak ze spokrewnionych gatunków.
- Drewno bardzo gęste, (tonie w wodzie), wykorzystywane w meblarstwie i budownictwie, również do produkcji instrumentów muzycznych[5].